# أندرو أوزوالد ويلسون
أندرو أوزوالد ويلسون (بالإنجليزية: Andrew Oswald Wilson)‏ هو مهندس معماري أسترالي، ولد في 12 أكتوبر 1866 في فيكتوريا في أستراليا، وتوفي في 19 يونيو 1950 في St Andrews Foundation ‏ في أستراليا.